# Arracourt
Arracourt är en kommun i departementet Meurthe-et-Moselle i regionen Grand Est (tidigare regionen Lorraine) i nordöstra Frankrike. Kommunen ligger i kantonen Arracourt som tillhör arrondissementet Lunéville. År 2022 hade Arracourt 252 invånare.

## Befolkningsutveckling
Antalet invånare i kommunen Arracourt
| Referens: INSEE |